# へび座カイ星
へび座χ星（へびざカイせい、χ Serpentis、χ Ser）は、へび座（頭部）にある変光星である。年周視差に基づいて太陽からの距離を計算すると、約222光年である。見かけの等級は5.33と、肉眼でもみえる明るさである。変光の周期は約1.6日で、それが自転周期でもある。また、ストロンチウムが過剰に存在する、A型化学特異星としての性格も持つ。

## 特徴

### 分光観測
へび座χ星は、1910年代から視線速度の変化が報告され、分光連星であることが疑われていた。その後、アーミン・ドイチュによって、スペクトルのストロンチウム吸収線強度が周期的に時間変化することが示され、その周期は1.59584日と求められた。その後も視線速度の測定は続けられたが、周期的な視線速度変化は検出されず、スペクトルの時間変化は軌道運動ではなく、へび座χ星は分光連星ではないと考えられるようになっている。
へび座χ星は、化学特異星の一種であるAp星とされ、その特異性は、分光変光が発見されたストロンチウムやクロムの組成にある。Ap星のスペクトル線が時間変化する場合、そのAp星は自転軸に対し磁場の軸が傾いている斜回転星である場合が多く、線輪郭が変化する元素は表面で限られた領域に集中していると考えられる。実際、高分散の分光観測でへび座χ星のスペクトルを分析すると、周期的な時間変化は吸収線輪郭、すなわち等価幅や中心波長が変化しているものだとわかり、変化を起こす成分元素は恒星の表面で局所的に密度が高く、それが自転に伴って変化することが示された。へび座χ星ではストロンチウムのほかに、クロム、鉄、チタン、マグネシウムが表面のいくつかの点に集中していることがわかり、特にストロンチウムは集中点においては周囲より1000倍も過剰で、また、鉄は集中点で10倍程度過剰だが、それ以外の領域ではむしろ欠乏しているという特徴がある。

### 測光観測
へび座χ星の分光変光が発見されてから間もなく、測光観測によって光度変化が検出され、その周期は分光変光と同じく1.59584日であることがわかった。その後、多色測光によって変光はより確実になった。光度とストロンチウム吸収線強度の極大は同期しており、スペクトルの変化が恒星の自転に伴うものであるから、変光も自転によるもの、すなわち回転変光星であるとみられ、へび座χ星はりょうけん座α2型変光星に分類されている。

### 物理要素
| 太陽 | へび座χ星 |
| ---- | --------- |
| 太陽 | Exoplanet |

へび座χ星は、Ap星の中でもストロンチウム、クロム、ユウロピウムの過剰に特徴がある集団に位置づけられ、特にストロンチウム過剰が顕著であることから、スペクトル型はA1 Srと分類される。表面の有効温度はおよそ9000 K、光度は太陽の約28倍で、半径、質量はいずれも太陽の2.2倍くらいと推定される。この半径の値は、干渉計によって直接測定した直径とも整合する。年齢は、5億年前後とみられる。自転周期は1.5959日で、自転軸は視線方向に対し60度程度傾いている。へび座χ星は、磁場の測定も行われており、双極子磁場の強さは、磁束密度でおよそ1.2キロガウスと求められている。